# Oldřichov v Hájích
Oldřichov v Hájích là một làng thuộc huyện Liberec, vùng Liberecký, Cộng hòa Séc.